# Never Be Afraid
Never Be Afraid (podtytuł: A Musical Version of The Emperor's New Clothes) – album studyjny Binga Crosby’ego wykonany dla dzieci przez Golden Records. Jest to muzyczna adaptacja Nowych szat cesarza (ang. The Emperor’s New Clothes) – baśni Hansa Christiana Andersena. Muzykę wykonał Lew Spence, a teksty Alan Bergman i Marilyn Keith.

## Lista utworów

### Strona pierwsza
1. "The Best Dressed Man in the World (chór)"
2. "The Best Dressed Man in the World"
3. "Never Be Afraid"

### Strona druga
1. "Medley of musical score"